# Provincia Ranco
El Ranco (Provincia del Ranco) este o provincie din regiunea Los Ríos, Chile, cu o populație de 91.656 locuitori (2012) și o suprafață de 8232,3 km2.